# Neptosternus arnecornelii
Neptosternus arnecornelii är en skalbaggsart som beskrevs av Lars Hendrich och Michael Balke 2003. Neptosternus arnecornelii ingår i släktet Neptosternus och familjen dykare. Inga underarter finns listade i Catalogue of Life.